# Западное (озеро, Таймырский Долгано-Ненецкий район)
Западное — озеро в России, находится в Таймырском Долгано-Ненецком районе Красноярского края. Площадь поверхности — 6,7 км². Площадь водосборного бассейна — 85 км².
Лежит между бухтой Промысловой (южная часть бухты Прончищевой) и озером Опасным на реке Опасной (притоке Кульдимы) у подножия холма 388 м на высоте 46 метра над уровнем моря. Окружено частично заболоченной тундрой.
Через озеро протекает река Озёрная.
Код водного объекта — 17040400211117600000069.